# انکیدو
اِنکیدو در شعرهای سومری بازمانده (مانند قهرمان در نبرد) خدمتکار بیلگمس (سومری گیلگمش) است. در حماسه گیلگمش مردی وحشی است که خدایان او را خلق می‌کنند تا مردم شهر از ستمگری‌های گیلگمش رهایی یابند. انکیدو همتای گیلگمش است، با این تفاوت که از دویدن و نوشیدن از رود با غزال‌ها به مرور، با کمک روسپی مقدسی به نام شمهات، به انسانی متمدن تبدیل می‌شود. انکیدو پس از ورود به شهر، با گیلگمش رو در رو می‌شود، قدرتشان یکسان است و به جای دشمنی، دو رفیقِ همراه می‌شوند.
ماجراهای مختلف، از جمله کشتن هومبابا و نرگاو آسمان، از سر می‌گذرانند؛ گرفتار خشم ایشتار و سپس عذاب خدایان می‌شوند. انکیدو می‌میرد و گیلگمش، او را بر دستان خود نگاه می‌دارد تا آن زمان که بدنش را کرم فرا گیرد. انکیدو معشوق گیلگمش بود. آن دو عاشق یکدیگر بودند و مرگ انکیدو، تغییر بزرگی در گیلگمش ایجاد می‌کند. گیلگمش درمی‌یابد که انکیدو دیگر بازنمی‌گردد، به جستجویی دیوانه‌وار دست می‌زند؛ در جستجوی جاودانگی به انتهای جهان (جزیره اوتنپیشتی دورافتاده) در آنسوی آبهای مرگ می‌رود. در لوح XII حماسه، گیلگمش و شبح انکیدو در جهان زیرین دیداری کوتاه با هم دارند.
نخستین گسترش روایی عمدهٔ نسخه متاخر بابلی معیار حماسه نسبت به بابلی باستان، داستان انکیدو است. درون‌مایهٔ این داستان، تعریف و معنای فرهنگ است. در حماسه، فرهنگ در مقابل زندگیِ پیشافرهنگ تعریف می‌شود. انکیدو بیش از تنها یک دوست است. او تصویری از انسان ابتدایی است. انکیدو دشمن فرهنگ بشری است. دانش انکیدو به رابطه جنسی برای او خردمندی خداگونه به همراه داشته است و او را از وضعیتش در طبیعت جدا کرده است. در حماسه، دوباره بر ارزش فرهنگ تاکید می‌شود: روسپی انکیدو را تشویق به رفتن به شهر می‌کند و اوروک را می‌ستاید.
در حماسه گیلگمش، روسپیگری نقشی محوری دارد. روسپی، انکیدو را به شهر می‌آورد. هرودوت تصویرهایی کاملا اشتباه یا تحریف‌شده از گرایش‌های جنسی در تمدن بابل داشت. این گرایش‌ها چندان تفاوتی نداشت با آنچه در یونان و یا تمدن امروزی تا همین اواخر برقرار بود. اول، کنترل پدرسالارانه تمایلات جنسی زنانه؛ دختران و همسران تحت سلطه پدرشان یا شوهرشان بودند. دوم، استاندارد دوگانه؛ تمایل جنسی مردان را تنها فرصت محدود می‌کرد، اما گرایشات جنسی زنان سرکوب می‌شد. سوم، همجنس‌گرایی یک انگ اجتماعی در نظر گرفته می‌شد اگر در بین شهروندان بالغ باشد. چهار، روسپیگری برای مردان نهادینه بود. پنج، دسترسی جنسی به بردگان. اگر هرودوت واقعا به بابل رفته بود، به احتمال زیاد آن را در جنبه‌هایی که گفته شد، نه چندان متفاوت از آتن می‌یافت.

## پیشینه
نام انکیدو به معنای «خداوندگار جایگاه دلپذیر» است. در سنت بابلی، مردی وحشی است که خدایان برای همتایی با گیلگمش می‌آفرینند و در سنت سومری خدمتکار مورد علاقه او است. در حماسهٔ بابلی گیلگمش، مردم اوروک از گیلگمش به خدایان شکایت می‌کنند. آنو سخنان آنان را می‌شنود. از آنجایی که آرورو، الههٔ مادر، انسان را پیش از آن خلق کرده است، برای آفرینش همتای گیلگمش فراخوانده می‌شود تا اوروک آرامش یابد. آرورو برای شکل دادن به اندیشه آنو فراخوانده می‌شود. او سخنان آنها را می‌شنود و آنچه آنو اندیشیده است را در خود می‌سازد. الهه دستانش را می‌شوید و ذره‌ای از گِل را به جهان وحش می‌اندازد. انکیدو خلق می‌شود.

## حماسه گیلگمش

### بابلی معیار

#### لوح‌های I تا II: پیدایی انکیدو
شمهات باز کرد پارچه پایین‌تنه‌اش را،

 وی آشکار کرد جنسیتش را و او پذیرا شد فریبندگی‌اش را.

وی پس نرفت، وی پذیرا شد بویش را:

 وی گسترد رَختش را و او بر وی خوابید.
وی برای مرد کرد همان که زنی کند،

شهوتش نوازش کرد و در آغوشش گرفت.

شش روز و هفت شب،

انکیدو سیخ‌کرده بود و آمیزش کرد با شمهات.

گیلگمش پادشاه شهر باستانی اوروک است؛ ستمگری‌های او مردم شهر را به ستوه آورده است. خدایان به شکایتهای مردم اوروک گوش می‌دهند و مردی وحشی (انکیدو) را فرو می‌فرستند که در همه چیز تصویری از گیلگمش است. تنها تفاوت آن دو در این است که گیلگمش مردی شهری و انکیدو مردی از حیات وحش است. آمدن انکیدو به شهر برای دیدار با گیلگمش و کنترل کردن نیروهای فرا بشری وی، در طی چند مرحله انجام می‌شود. این رویدادها شامل اغوای انکیدو توسط یک روسپی، تبدیل شدن از یک حیوان به یک انسان؛ اجتماعی شدن انکیدو در منزل شبان که در آنجا نخست خوردن و آشامیدن مانند یک انسان و لباس پوشیدن می‌آموزد؛ و در نهایت اجتماعی شدن انکیدو در خود شهر. انکیدو مصمم است به گیلگمش درسی بدهد تا او از ستمگری‌اش دست بردارد. انکیدو به شهر می‌رسد و با گیلگمش می‌جنگد، هیچ کدام نمی‌تواند دیگری را مغلوب کند. دوست صمیمی می‌شوند و باقی می‌مانند.

#### لوح‌های II تا V: سفر به جنگل سدر
گیلگمش و انکیدو شهر را ترک می‌کنند تا به جنگل سدر بروند و هومبابای غول‌پیکر را از پای در آورند. هومبابا نگاهبان جنگل سدر در لبنان است و آن دو می‌خواهند درخت‌های سدر را به شهر ببرند. در انجام این کار موفق می‌شوند و نخستین قهرمانی خود را به انجام می‌رسانند.

#### لوح VI: ایشتار و نرگاو آسمان

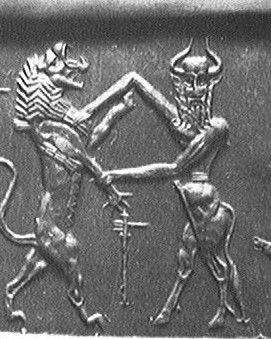

قهرمانی دیگر گیلگمش و انکیدو، پس از بازگشت آنها به اوروک است. آن دو پس از کشتن هومبابا، با درختان سدر به شهر برگشته‌اند. ایشتار (الهه اوروک) تحت تاثیر زیبایی گیلگمش قرار می‌گیرد، عاشق او می‌شود (اگر که بتواند عاشق شود). ایشتار در واقع یک روسپی است، تحت تاثیر فیزیک، مردانگی و زیبایی گیلگمش قرار می‌گیرد و به او درخواست ازدواج می‌دهد. گیلگمش پاسخ می‌دهد که هیچ کس جز یک احمق با یک روسپی چون تو ازدواج نمی‌کند، نگاه کن چه بر سر عاشقان قبلی تو آمده است. همه آنها نابود شده‌اند، من را با تو کاری نیست.
ایشتار خشمگین می‌شود و به نزد پدرش آنو در آسمان می‌رود. ایشتار مصمم است تا به گیلگمش و انکیدو درسی بدهد؛ خواستار نرگاو آسمان از پدرش می‌شود و می‌گوید در صورت امتناع چنان فریادی خواهد کشید که مردگان از جهان زیرین برخیزند و زندگان را بخورند. آنو تسلیم می‌شود؛ نرگاو آسمان در شهر اوروک خرابی زیادی به بار می‌آورد اما در نهایت به دست گیلگمش و انکیدو کشته می‌شود. آن دو به بزرگترین دستاوردهای خود رسیده‌اند اما هومبابا و نرگاو آسمان به خدایان تعلق داشتند. در حالی که در کاخ جشنی بر پا است، خدایان به شور نشسته‌اند. انکیدو در رویا مشورت خدایان را مشاهده می‌کند؛ خدایان تصمیم می‌گیرند این دو قهرمان پا را فراتر از حد گذاشته‌اند و انکیدو باید بمیرد.

#### لوح‌های VII تا VIII: مرگ و خاکسپاری انکیدو
انکیدو بیمار می‌شود و پس از هذیان‌گویی درباره رویایش از جهان زیرین، می‌میرد. متن با مراسم خاکسپاری طولانی ادامه پیدا می‌کند، همه اشیای قبر بر شمرده و به خدایان تقدیم می‌شوند تا حامی انکیدو در زمانی باشند که انکیدو به جهان زیرین رسیده است.

### بابلی باستان
گیلگمش رؤیای اول را برای نینسون بازگو می‌کند و تعبیرش را می‌شنود. به خواب می‌رود، بیدار می‌شود و رؤیای دوم را بازگو می‌کند. در این رؤیا واژه «اوروک-میدان شهر» آمده و گیلگمش تبری را که بعداً نینسون می‌گوید «کسی مانند خودت / زاده در دنیای وحش …» است را «چون زن عشق می‌ورزد، نوازش می‌کند و در آغوش می‌گیرد». در همان زمان این گفتگو، انکیدو در نزد روسپی است. هفت روز و هفت شب، انکیدو راست و با شمکتوم نزدیکی می‌کند… معبد آنو، ایانا خوانده می‌شود… انکیدو، هفت جام شراب می‌نوشد، روحش آزاد می‌شود و آواز می‌خواند… انکیدو در حال همخوابگی با شمکتوم است که رهگذر را می‌بیند و او به مراسم ازدواج خوانده شده تا غذای آن شب را آماده کند. رهگذر «حق شب اول» را تقدیر شده الهی می‌داند که هنگام بریدن ناف مقرر شده‌است. انکیدو با شنیدن آن از خشم رنگ‌پریده می‌شود (افتادگی)... انکیدو تصویری از گیلگمش توصیف می‌شود، کوتاه‌تر ولی بزرگتر در استخوان‌بندی… تخت‌خواب برای «ایزدبانوی عروسی‌ها» آماده شده و دیدار گیلگمش با دوشیزه در شب است … در پایان انکیدو، پادشاهی گیلگمش را از انلیل می‌داند.

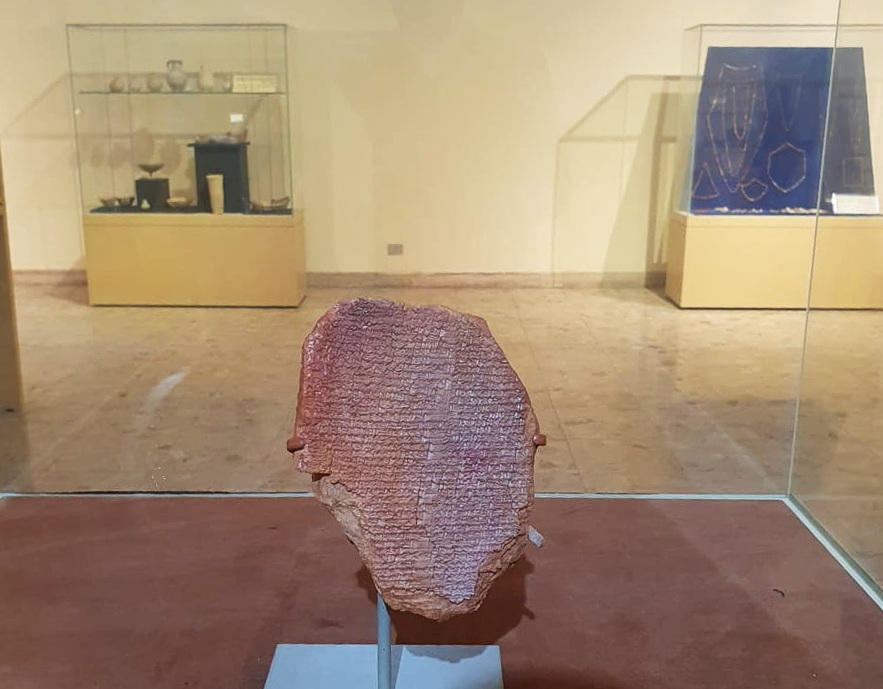
لوح رویای گیلگمش

تا سطر پانزده افتاده، در سطر هجده آن دو یکدیگر را می‌بوسند. تا سطر ۷۱ افتادگی طولانی است و در سطرهای ۹۷، ۱۰۰، … واژه هوواوا است و در سطر ۱۱۰ صدای او به «طوفان» (Deluge) تشبیه می‌شود. در سطرهای ۱۳۱ و ۱۳۲ واژه Wer وجود دارد و در سطر ۱۳۵ واژه هومبابا آمده‌است. در سطرهای ۱۵۰، ۱۸۱ و ۱۹۳ دوباره هوواوا است. در سطر ۱۹۷ دوباره هومبابا است و بار دوم صدایش به «طوفان» تشبیه می‌شود. سطر ۲۰۰، ۲۱۸، ۲۵۴، ۲۶۶ و ۲۷۶ هوواوا. سطر ۲۴۱، کمان آنشان
گفتگوی گیلگمش و انکیدو پس از هشدار بزرگان و رویای سوم و چهارم گیلگمش و تعبیر انکیدو. رویای گیلگمش، توضیح انکیدو؛ گفتگوی گیلگمش و انکیدو در زمان رسیدن به جنگل سدر.
غلبه بر هومبابا، کشتن او و هتک حرمت بیشه مقدس. افکندن درخت سدر.

### اواخر هزاره دوم پیشا دوران مشترک (در تمدن بابل)
خلق کردن انکیدو. نفرین صیاد و روسپی و بازگویی رویا توسط انکیدو.

### اواخر هزاره دوم پیشا دوران مشترک (خارج از تمدن بابل)
نزدیک شدن به جنگل سدر و تشجیع انکیدو توسط گیلگمش. رویای دوم انکیدو، زوال نهایی او و اندوه گیلگمش.

## بررسی

### آفرینش انکیدو
در لوح I حماسهٔ گیلگمش، این نیاز ایجاد می‌شود تا برای گیلگمش، همتایی خلق شود، این کار نمی‌تواند با تولید مثل انجام شود:
الهه آرورو، دستانش را شست،

تکه‌ای گِل برگرفت، در دنیای وحش انداخت.

در دنیای وحش او خلق کرد انکیدو را، قهرمان،

فرزند سکوت، بافتهٔ قدرتمند نینورتا.

### انکیدو و گیلگمش
ترجمه هربرت میسن از حماسه با هشت سطر آغاز می‌شود:
داستانی قدیمی‌ست

اما هنوز می‌توان آن را گفت

داستان مردی که عاشق دوستش بود

و او را به مرگ باخت 

و دریافت قدرت آن را ندارد 

که او را به زندگی برگرداند.

داستان گیلگمش است 

و دوستش انکیدو.
متن حماسه با توصیف زیر آغاز می‌شود:
گیلگمش پادشاه اوروک بود، 

شهری در بین رودهای دجله

و فرات

در بابل باستان.

انکیدو در استپ به دنیا آمد

و با حیوانات بزرگ شد.

گیلگمش یک خدا و مرد بود؛

انکیدو یک حیوان و مرد بود.

داستان،

انسان شدن آن دو با یکدیگر است.
روایت میسن با توصیف ستمگری گیلگمش که «حق شب اول» با نو عروسان را برای خود محفوظ داشته است ادامه پیدا می‌کند. رفتار گیلگمش با مردم شهر چنین است:
گاهی مردمش را تا آستانه مرگ می‌کشاند

با بازسازی دیوارهای اوروک،

پس از آن بی هیچ توضیحی

دیوارها را رها می‌کرد تا بپوسند،

و مردمش در آرزوی گذشته باشند

و خواستار تغییر.

آنها خسته از تناقضات او

و روش‌های سنگدلانه‌اش بودند.

آنها می‌دانستند جهان او کهنه است

و پر از هنرهای نخاله

که باید نگاهبانش باشند اما نمی‌توانند به آن جان بخشند.
پس از رویارویی گیلگمش و انکیدو در شهر اوروک، آن دو متوجه می‌شوند همتای یکدیگر هستند و رفیق می‌شوند. رهسپار جنگل سدر می‌شوند تا هومبابا را از پای در آورند. پیش از راه افتادن، انکیدو نگران از این سفر است اما ناچار به همراهی می‌شود. شبی گیلگمش رویایی می‌بیند، انکیدو آن را تعبیر به پیروزی می‌کند. در نبرد با هومبابا، شمش به یاری آن دو می‌آید و سر از بدن هیولا جدا می‌کنند. ایشتار به گیلگمش پیشنهاد ازدواج می‌دهد؛ گیلگمش با سخنان بسیار صریح و تندی درخواست او را رد می‌کند. ایشتار نرگاو آسمان را روانه شهر می‌کند؛ گیلگمش و انکیدو آن را از پای در می‌آورند و توهین بیشتری به ایشتار می‌کنند. انکیدو در رویایی جمع خدایان را می‌بیند که او را عقوبت به مرگ می‌کنند. انکیدو در اثر بیماری ناشی از تماس دستش با دروازه جنگل سدر به هنگام ورود، دچار هذیان می‌شود و روسپی را نفرین می‌کند.
انکیدو معشوق گیلگمش بود. آن دو عاشق یکدیگر بودند و مرگ انکیدو، تغییر بزرگی در گیلگمش ایجاد می‌کند. گیلگمش انسانی را که بیش از همه دوست داشته، از دست داده است. دیوانه می‌شود، نه تنها برای اینکه دوستش را از دست داده است، بلکه برای آن که ناگهان در می‌یابد، مرگ حقیقتا وجود دارد. ترس از مرگ خویش او را فرا می‌گیرد، می‌داند که او نیز همچون انکیدو خواهد مرد. به جستجویی دیوانه‌وار دست می‌زند؛ به انتهای جهان می‌رود تا راز جاودانگی را از اوتنپیشتی فرا گیرد.

### انکیدو و شمهات
«[پس گیلگمش] رویاهایش را دید.»

[پس از آنکه] شمهات رویاهای گیلگمش را برای انکیدو بازگو کرد،

آن دو [با هم خوابیدند].
در ترجمه میسن، انکیدو ناآگاه از کهنگی است، ترس و خِرَد در او راهی ندارد. با حیوانات می‌دود و با آنان از چشمه می‌نوشد؛ حیوانات را از دام صیادان رها می‌کند. پسر صیاد انکیدو را می‌بیند و پس از مشورت با پدرش برای دیدار با گیلگمش راهی اوروک می‌شود. خواسته آنها از گیلگمش که پادشاه شهر است این است که یک روسپی را روانه کند تا با انکیدو بخوابد و باعث شود حیوانات از او شرمنده شوند. روسپی با انکیدو رو به رو می‌شود و با او می‌خوابد. پس از آن، دوستان انکیدو (حیوانات) همه از او دوری می‌کنند. روسپی به همخوابگی با انکیدو ادامه می‌دهد؛ آرزوی انکیدو به همراهی با حیوانات را به پرسش می‌گیرد و از شهر اوروک و پادشاه آن برایش می‌گوید. انکیدو به او اجازه می‌دهد بخشی از جامه سرخش را به او بپوشاند و راهی منزل شبان می‌شوند. در آنجا خوردن و آشامیدن با انسان‌ها را یاد می‌گیرد و مستی را تجربه می‌کند. روسپی موهای بدن او را می‌زداید و بدنش را آغشته به روغن و عطر می‌کند. شب‌ها، انکیدو نگهبان رمه شبان است. رهگذری در خانه شبان ساکن می‌شود، او در حال رفتن به بازار شهر است تا برای خود عروس باکره‌ای انتخاب کند. انکیدو متوجه می‌شود که عروس باید شب اول با گیلگمش بخوابد؛ رنگ‌پریده همراه با روسپی راهی اوروک می‌شود تا با گیلگمش رو در رو شود.

### انکیدو و جهان طبیعت
نخستین گسترش روایی عمدهٔ نسخه متاخر بابلی معیار حماسه نسبت به بابلی باستان، داستان انکیدو است. درون‌مایهٔ این داستان، تعریف و معنای فرهنگ است. در حماسه، فرهنگ در مقابل زندگیِ پیشافرهنگ تعریف می‌شود. در نسخهٔ بابلی معیار انکیدو بیش از تنها یک دوست است. او تصویری از انسان ابتدایی است و ماجراجویی‌های اولیه‌اش نشان از نیروهایی دارد که زندگی ابتدایی را از «تمدن» (زندگی شهری در اوروک) جدا می‌کند. انکیدو با موهای ژولیده «همچون یک زن»، عریان و در همراهی با حیوانات زندگی می‌کند؛ علف می‌خورد و با حیوانات آب می‌نوشد. انکیدو دشمن فرهنگ بشری است و دام‌های شبانان را که برای صید گذاشته‌اند، از بین می‌برد. گیلگمش نظم شهری در اوروک را مختل کرده و همانگونه نیز انکیدو نظم شبانی را. شبانان نقشه‌ای برای جدایی انکیدو از حیوانات، با تایید گیلگمش، می‌کشند: یک روسپی معبدی را به نزد او می‌فرستند. آن دو شش روز و هفت شب با هم می‌خوابند. پس از آن، انکیدو دیگر قدرت گذشته‌اش را ندارد و نمی‌تواند با حیوانات بدود. بدتر از آن، اکنون دیگر حیوانات از او می‌ترسند. روسپی به انکیدوی «سقوط‌کرده» می‌گوید: «تو خردمندی انکیدو، همچون یک خدا».
دانش انکیدو به رابطه جنسی برای او خردمندی خداگونه به همراه داشته است و او را از وضعیتش در طبیعت جدا کرده است. این بخش شبیه با داستان باغ عدن است (گرچه در سفر پیدایش جنبه جنسی غیرمستقیم حضور دارد). اما نتیجه متفاوت است: روسپی انکیدو را تشویق می‌کند که زندگی محدود خود را ترک کند و به عرصهٔ گسترده‌تر و لذت‌های بیشتر در شهر پا بگذارد. روسپی معبد، حاملِ دانش غیرمعمولی در ادبیات بین‌النهرین باستان است. در کتاب مقدس زمانی که تامار لباس مبدل می‌پوشد، کارگر افتادن خدعه‌اش به آن بستگی دارد که یهودا راهنمایی‌های او را اجرا نکند (سفر پیدایش، باب ۳۸).
نقش طبیعت، تا حدی، جایگزین حضور خدایان که کنار کشیده‌اند، شده است. طبیعت اقتدار جدیدی به جای حضور خدایان پنهان‌شده پیدا کرده است. در نتیجه، گیلگمش جایگزینی برای جهان طبیعی است که انکیدو آن را از دست داده است. رابطه تمدن با جهان حیوانات دوظرفیتی است. بشریت، در میانهٔ خدایان و جهان حیوانات قرار گرفته است اما کمی دورتر بر روی دایره، پادشاهی حیوانات در میانهٔ بشریت و جهان الهی قرار گرفته است. گذار انکیدو از وضعیت طبیعت به زندگی شهری، مستقیم نیست بلکه باید مرحله میانیِ شبانی را طی کند. روسپی انکیدو را ملبس می‌کند (لباس خود را با او به اشتراک می‌گذارد) و او را به اجتماع شبانان می‌برد. بخش بعدی روایتگر آن است که چگونه انکیدو، همچون یک بچه، خوردن و لباس پوشیدن را فرامی‌گیرد تا بتواند در کارهای بزرگسالان مشارکت کند. در حماسه، دوباره بر ارزش فرهنگ تاکید می‌شود: روسپی انکیدو را تشویق به رفتن به شهر می‌کند و اوروک را می‌ستاید.
روسپی سپس به توصیف گیلگمش می‌پردازد. در رابطه گیلگمش و انکیدو ته‌رنگ‌های جنسی دیده می‌شود. علاوه بر این، انکیدو از شبانان مِی نوشیدن و شکار گرگ و شیر را یاد می‌گیرد که در تضاد مستقیم با کار سابقش است که تله‌ها را از بین می‌برد.
وظیفه اساسی انسان، دلیلی که برای آن انسان‌ها خلق شدند، در خدمت خدایان بودن است. این موضوع هم در انوما الیش و هم در آترا-هاسیس وجود دارد.  بنابراین، انکیدو با رفتن به شهر، شباهت ناخودآگاه خود با خدایان را از دست می‌دهد و اما خودآگاهی انسانیِ وظیفهٔ خود در مقابل خدایان را به دست می‌آورد که حیوانات فاقد آن هستند. با خدمت کردن به خدایان و گیلگمش است که انکیدو می‌تواند به انسانیت دست یابد.
در سفر پیدایش آدم همچون تصویری از خدا خلق می‌شود. در حماسه، انکیدو همچون گیلگمش خلق می‌شود که خود گیلگمش چون یک خدا (kima ilim) خلق شده است.
روایت سفر آن دو به جنگل سدر از پی‌رنگ شعر سومری پیشین پیروی می‌کند اما پردازش درون‌مایه‌ها متفاوت است. حماسه گیلگمش گونه‌ای از تلاقی اسطوره و تاریخ را به صورتی اولیه نشان می‌دهد: برآورد فرهنگ انسانی از دیدگاه خارج از فرهنگ. 

## تحلیل

### تاریخی-سیاسی-اقتصادی

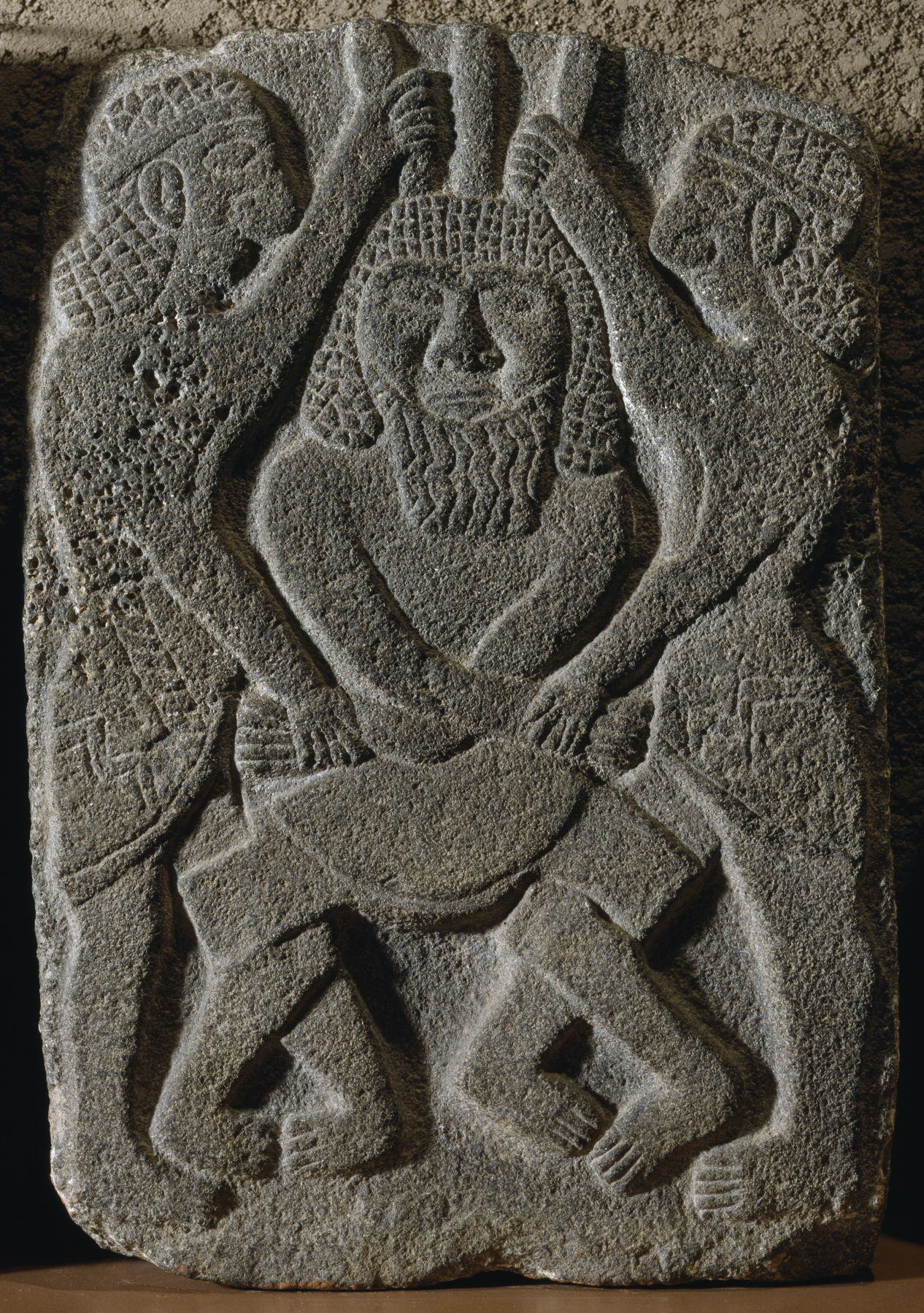
برجسته‌کاری سوری-هیتی از پادشاه کاپارا (ح. ۹۵۰ تا ح. ۸۷۵ پیشا دوران مشترک. تصویر احتمالی سفر به جنگل سدر و کشتن هومبابا).

پیشینه سفر انکیدو و گیلگمش به جنگل سدر، فعالیت اصلی اقتصادی و سیاسی در خاور نزدیک باستان بوده است. پادشاهان باستانی به الوار نیاز داشتند و برای تهیه آن (که در بین‌النهرین سخت پیدا می‌شد)، باید جایی را پیدا می‌کردند. در نامه‌ای که یک معمار به سارگن دوم نوشته است، از نداشتن درخت سدر برای ساختمان‌سازی شاکی است و نمی‌خواهد مسوولیت ریزش احتمالی دیوارها و سقف در صورت استفاده از چوب درختی دیگر، به پای او نوشته شود و اعدام احتمالی‌اش را به دنبال داشته باشد. معمار در پی آن است که اگر پادشاه درخت سدر برای ساختمان‌سازی فراهم نمیکند، به او نوشته‌ای دهد تا در امان باشد.
برای هزاران سال پادشاهان برای به دست آوردن درخت سدر به خود افتخار می‌کردند؛ برای به دست آوردن آن، نخست به غرب ایران و سپس به لبنان می‌رفتند. سفر به جنگل سدر، پس‌زمینه امپراتوری را در بر دارد. حاضران  و شنوندگان حماسه، اکثرا خودشان پادشاه و یا خانوده‌اش نبودند؛ عضوی از دربار (کاتبان، مشاوران و بوروکراتها) بودند. الگوی آنها (طبقه مدیریتی متخصص)، بیشتر انکیدو بود و نه گیلگمش. در اپیزود جنگل سدر (و همچنین اپیزود ایشتار) چیزی که نمایان است، شکست انکیدو در ایفای نقش مشاورت و همراهی با پادشاه است. او باید گیلگمش خیره‌سر را از کار خود بازدارد؛ هومبابا گماشته خدایان است، بزرگان شهر او را از این کار باز می‌دارند، انکیدو خود نیز در ابتدا راضی نیست اما با پافشاری پادشاه خیره‌سر، انکیدو با نارضایتی موافقت می‌کند. گیلگمش پشت سر هم رویاهای هشداردهنده‌ای می‌بیند که خدایان برای جلوگیری از کار او برایش فرستاده‌اند. گیلگمش در حالی که ترس او را فرا گرفته است، تعبیر دیدن آتشفشان، حمله گاو نر، عقاب شیرسر، افتادن طبر بر روی وی را از انکیدو می‌پرسد. انکیدو همان وسوسه کلاسیکی می‌شود که یک مشاور اتوکرات با آن رو به رو است؛ به گیلگمش همان چیزی را می‌گوید که وی می‌خواهد بشنود. انکیدو با انجام این کار، خود را در مسیر سقوط قرار می‌دهد. انکیدو تعبیرهای مسخره‌ای از خواب‌ها می‌کند؛ می‌گوید گیلگمش باید همان گاو نر قوی باشد، در حالی که در رویا این گاو نر است که به گیلگمش حمله کرده است. تعبیر او کاملا در تضاد با واقعیت است.
زمانی که به جنگل سدر می‌رسند، انکیدو کاملا جوشی و بی‌رحم است. هومبابای غول‌پیکر برای جانش التماس می‌کند و می‌گوید به آنها هدایای گرانبها خواهد داد، یادآوری می‌کند که خدای بزرگ انلیل نگاهدار او است.گیلگمش تمایل به این دارد که او را ببخشد؛ واقعا مساله سیاسی مهمی است، با گروه مغلوب چه باید کرد، آیا باید نابودشان کرد؟ انکیدو دخالت می‌کند؛ می‌گوید در همین مکان باید او را بکشند و نگران واکنش انلیل نباشند بلکه سریعتر عمل کنند تا خدا خبردار نشده است. گیلگمش به نصیحت انکیدو عمل می‌کند و هومبابا را می‌کشد. هومبابا آن دو را نفرین می‌کند تا با هم پیر نگردند.
حماسه گیلگمش در ضیافت‌های کاخ آشوربانی‌پال در نینوا بازخوانی می‌شد. برای بیشتر حاضران، زیر نور مشعل‌ها، گیلگمش بیشتر از آنکه داستان قهرمانی‌های یک پادشاه باشد، داستان تراژدی انکیدو بود.

### سکس، روسپیگری و انسان

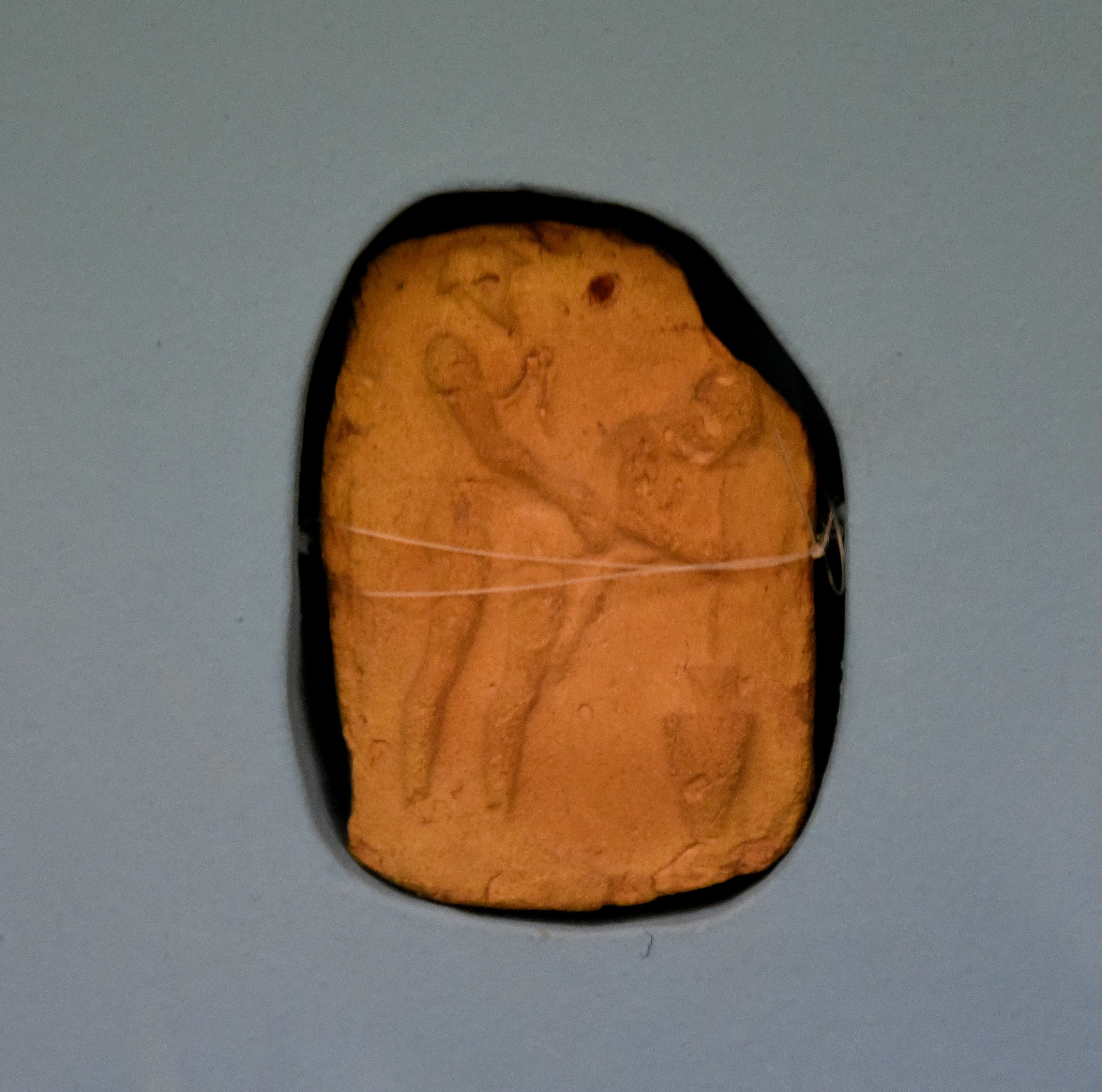
نیمهٔ اول هزارهٔ دوم پیش از دوران مشترک

در حماسه گیلگمش، روسپیگری نقشی محوری دارد. گیلگمش پادشاه جوان و قدرتمندی است که بکارت همه عروسان به او تعلق دارد و مردم شهرش را با اجبار به کار و فعالیت ورزشی از پا در می‌آورد. مردم شهر به خدایان پناه می‌برند و آنها همتای او را خلق می‌کنند که مردی وحشی است. صیاد پس از دیدن انکیدو به نزد گیلگمش می‌رود؛ گیلگمش می‌گوید یک روسپی زیبا به آنجا برود تا این مرد وحشی را اغوا کند و دیگر نتواند حیوانات را از دام صیاد رها کند. با این کار، غریزه جنسی در او بیدار خواهد شد، انسان بودن خود را در خواهد یافت و از حیوانات دوری خواهد کرد. این بخش از متن، سکسی‌ترین متن ادبیات‌بین‌النهرینی است؛ زمانی که در دهه ۱۹۵۰، دانشگاه شیکاگو ترجمه آلکساندر هیدل را منتشر کرد، این بخش از متن به لاتین ترجمه شد.
روسپی، انکیدو را به شهر می‌آورد، او و گیلگمش می‌جنگند و در پایان یکدیگر را در آغوش می‌کشند. دوست صمیمی می‌شوند و به جنگل سدر می‌روند. پس از بازگشت به شهر، خدایان از آنها ناراحت هستند، البته معلوم نیست چرا، چون پیش از آن تحت حمایت خدای خورشید به جنگل سدر رفتند. خدایان تصمیم می‌گیرند انکیدو بمیرد. انکیدو بیمار و بیمارتر می‌شود؛ در پایان همه اینها را تقصیر روسپی می‌داند که به زندگی ایده‌آل او با حیوانات پایان داده است. نفرینش می‌کند؛ برای روسپی می‌خواهد که بی‌خانواده و خانمان باشد، دوستی نداشته باشد، لباسش را زمین پاره کند، لباس خوبش را مرد مست آلوده کند، هیچ چیز زیبایی را تجربه نکند، در خانه‌اش میزی برای ضیافت چیده نشود، تخت خوابش نیمکتی داغان باشد، جای نشستنش در میانه جاده باشد، جای ایستادنش در ویرانه باشد، خار پایش را زخمی کند، مست و هوشیار به صورتش سیلی زنند. این همان تصویر اندوهناک اما واقع‌گرایی است که یک روسپی در زندگی حاشیه‌ای خود تجربه می‌کند.

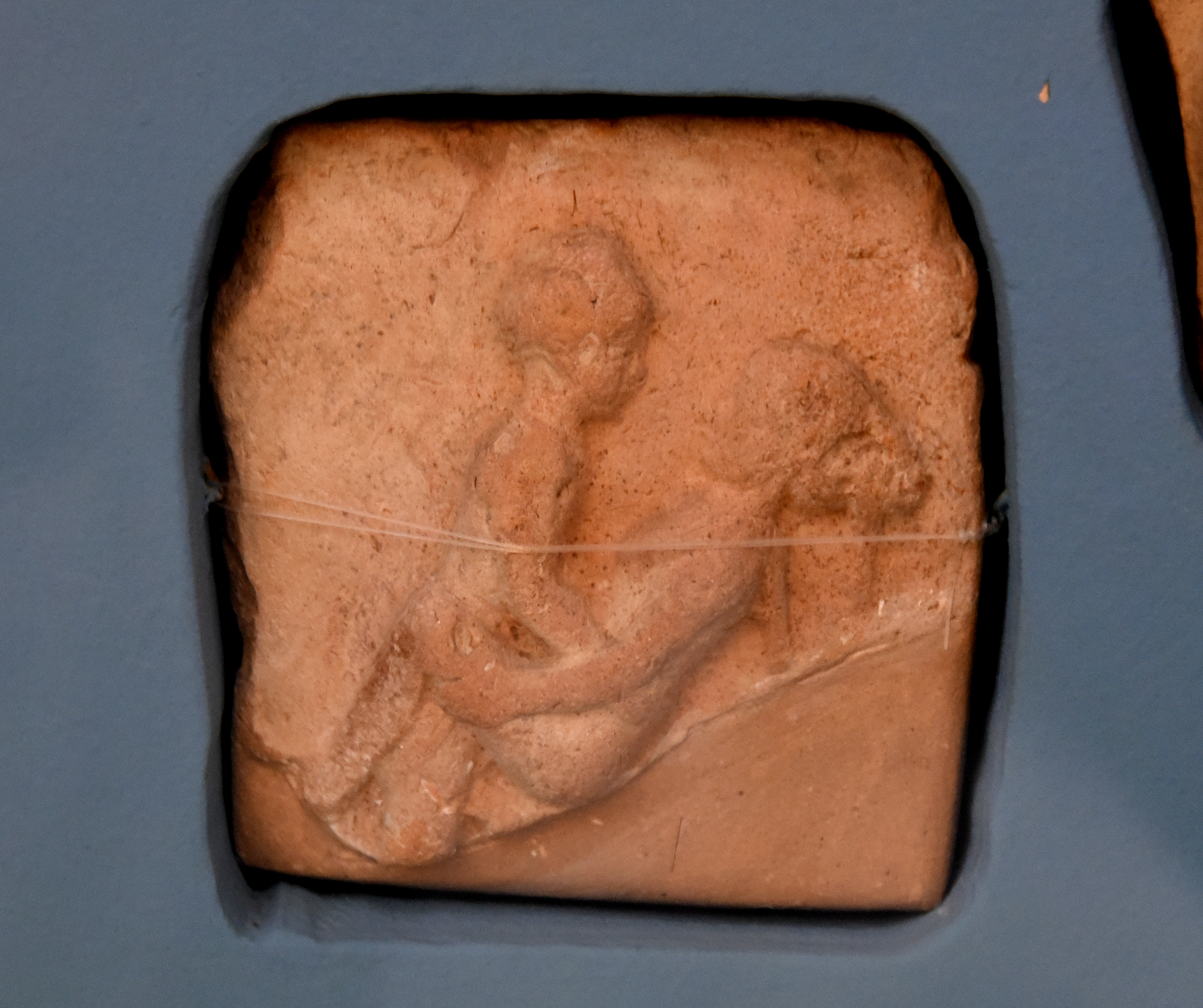
سکس زن و مرد. بابلی باستان. موزه خاور باستان در استانبول. ح. ۲۰۰۰ تا ۱۵۰۰ پیشا دوران مشترک.

خدای خورشید به انکیدو می‌گوید صبر کن. اگر به خاطر روسپی نبود هیچگاه لذت دوستی با گیلگمش را تجربه نمی‌کردی، ماجراجویی‌های عالی خودت را با او از سر نمی‌گذراندی. هیچگاه نمی‌فهمیدی انسان بودن یعنی چه. انکیدو نرم می‌شود، نفرین را پی نمی‌گیرد اما به این شکل دعایش می‌کند: با همان دهانی که نفرینت کردم، دعایت می‌کنم، مردان بزرگ عاشقت باشند، از فاصله یک فرسخی مردان بر ران خود کوبند، از فاصله دو فرسخی موی خود را دست زنند، هیچ سربازی در افکندن کمربندش برایت آهسته نباشد، طلا و گوشواره و جواهرات به تو دهد، ایشتار تو را وارد خانه مردی کند که آرام است و پر ثروت، برای تو زنش را ترک کند، حتی اگر مادر هفت فرزند باشد. این نیز تصویری واقعگرا از جامعه‌ای است که در آن روسپیگری نهادینه شده است. روسپی‌های درباری وجود دارند که همدم مردان ثروتمند می‌شوند و حداقل برای مدتی کوتاه زندگی مجللی را تجربه می‌کنند. اینها دو جنبه از روسپی خیابانی و درباری است که در متن‌های حقوقی نیز گاهی درباره خطری که ممکن است برای ازدواج داشته باشند، نوشته شده است.
هرودوت تصویرهایی کاملا اشتباه یا تحریف‌شده از گرایش‌های جنسی در تمدن بابل داشت. این گرایش‌ها چندان تفاوتی نداشت با آنچه در یونان و یا تمدن امروزی تا همین اواخر برقرار بود. اول، کنترل پدرسالارانه تمایلات جنسی زنانه؛ دختران و همسران تحت سلطه پدرشان یا شوهرشان بودند. دوم، استاندارد دوگانه؛ تمایل جنسی مردان را تنها فرصت محدود می‌کرد، اما گرایشات جنسی زنان سرکوب می‌شد. سوم، همجنس‌گرایی یک انگ اجتماعی در نظر گرفته می‌شد اگر در بین شهروندان بالغ باشد. چهار، روسپیگری برای مردان نهادینه بود. پنج، دسترسی جنسی به بردگان. اگر هرودوت واقعا به بابل رفته بود، به احتمال زیاد آن را در جنبه‌هایی که گفته شد، نه چندان متفاوت از آتن می‌یافت.

### سکس، عشق و صعود شناخت
شاعر متن معیار حماسه، سکس و عشق را گونه‌هایی از شناخت انسانی تصویر می‌کند. عشق به فردی دیگر، انسان را به موجودی اجتماعی تبدیل می‌کند. خودِ شناخت است که بالاترین شناخت است، حتی برتر از خود. در حماسه، پنج بخش را می‌توان مرحله‌های گذر در این صعود در نظر گرفت. بخش اول، تعریف اضداد (شناخت انسانیت). بخش دوم، یگانگی آشکار (شناختِ دیگری). بخش سوم، آنتی‌تز و طرد (آغاز شناخت خود). بخش چهارم، از هم پاشیدگی یگانگی (شناخت خود). بخش پنجم، بازتعریف یگانگی (تعالی شناخت ورای خود).

## یادداشت
1. ↑  اندرو جرج: این بخش متن به تازگی (۲۰۱۶) پیدا شده است. همه حماسه‌ها در خاور نزدیک باستان، دارای مراسم خاکسپاری طولانی هستند.
2. ↑  مقالهٔ یاکوبسن.[۵۲]